# Urasterias lincki
Urasterias lincki är en sjöstjärneart som först beskrevs av Müller och Franz Hermann Troschel 1842.  Urasterias lincki ingår i släktet Urasterias och familjen trollsjöstjärnor. Inga underarter finns listade i Catalogue of Life.